# Turistická značená trasa 6002
 Turistická značená trasa 6002 je žlutě vyznačená 10 kilometrů dlouhá pěší trasa Klubu českých turistů v okresech Praha-východ a Mladá Boleslav spojující Čelákovice a Sojovice. Trasa se nachází v Polabí a vede téměř po rovině.

## Popis trasy
Trasa začíná před čelákovickým nádražím a nejprve směřuje po hlavní ulici do relativně blízkého centra Čelákovic (čelákovické hlavní náměstí – Náměstí 5. května – se nachází přibližně 600 metrů od železniční stanice). Turista jdoucí po této značce je následně po zhruba 500 metrech zaveden na vyvýšený ostroh nad ramenem Labe, kde se nacházejí dvě nejstarší čelákovické stavby – románský kostel Panny Marie a středověká tvrz, v níž je městské muzeum a informační centrum. Pokračuje-li turista dále, jeho kroky vedou po břehu ramene Labe (500 metrů), přímo po břehu Labe (300 metrů) a poté přechází Labe po moderní lávce z roku 2014. Lávka měří 156 metrů a v Česku má unikátní nosnou konstrukci – k její stavbě byl použit ultravysokopevnostní beton (UPHC).
Zbývající část trasy se již celá nachází na pravém břehu Labe. Od této řeky vede ke slepému rameni Grado, kolem něhož se nachází stejnojmenná chatová, resp. zahrádkářská osada (za první republiky se v této oblasti nacházely říční lázně a velké koupaliště, viz článek České Grado). Přes samotné Grado vede lávka. Přibližně 400 metrů za lávkou přes Grado (800 metrů za lávkou přes Labe) se nachází venkovní hospoda s velkým dětským hřištěm. (Podnik je provozován v létě a o víkendech v teplejších částech roku). Za osadou následuje krátký úsek lesem (400 metrů), po louce kolem lesa (600 metrů) a opět lesem (600 metrů) až k velkému sousoší, resp. kapli svatého Václava. Pro posledně jmenované úseky trasy je charakteristické, že vedou v souběhu s nedalekou železniční tratí Praha–Lysá nad Labem a tak je možné při chůzi uvidět či zaslechnout projíždějící vlaky.
Za Svatým Václavem trasa vede zhruba 4,3 kilometry rovinatými, převážně smíšenými polabskými lesy na písčitém podlaží. Tyto lesy byly v historii (14.-18. století) součástí brandýské honitby, kam na hony jezdili i habsburští císařové. Asi po 3 kilometrech za Svatým Václavem (2,3 km před koncem trasy) trasa přechází tzv. pravobřežku (železniční trať Lysá nad Labem – Ústí nad Labem. Po opuštění boleslavsko-brandýských lesů trasa vede zhruba 500 metrů po polní cestě směrem k Sojovicím a po dalších cca 500 metrech končí v centru Sojovic u autobusové zastávky.
| Km  | Místo              | Navazující, křižující a souběžné trasy | Nadm. výška |
| --- | ------------------ | -------------------------------------- | ----------- |
| 0   | Čelákovice (žst)   |                                        | 189 m       |
| 0,5 | Čelákovice (nám.)  |                                        | 179 m       |
| 1,5 | Čelákovice (lávka) | 1008 3113                              | 172 m       |
| 2   | Čelákovice (chaty) | 1008                                   | 172 m       |
| 4   | V doubí            | 0011                                   | 172 m       |
| 4,5 | Svatý Václav       | 0011                                   | 175 m       |
| 7,5 | Pařeziny (u závor) | 1008                                   | 183 m       |
| 8   | Pařeziny           | 1008                                   | 186 m       |
| 10  | Sojovice           | 0020 1008                              | 181 m       |

## Zajímavá místa
- železniční stanice Čelákovice
- Kostel Nanebevzetí Panny Marie (Čelákovice)
- tvrz Čelákovice
- Grado (tůň)
- Kaple svatého Václava (Lysá nad Labem)